# Stitch! – A csillagkutya legújabb kalandjai
A Stitch! – A csillagkutya legújabb kalandjai (eredeti cím: Stitch! The Movie) 2003-ban megjelent amerikai 2D-s számítógépes animációs film, amely a Walt Disney Lilo és Stitch alkotása alapján készült. Az animációs játékfilm rendezői Tony Craig és Roberts Gannaway, producerei Michael Karafilis és Natasha Kopp. A forgatókönyvet Jess Winfield írta, a zenéjét Michael Tavera szerezte. A videofilm a Walt Disney Pictures és a DisneyToon Studios gyártásában, a Walt Disney Home Video forgalmazásában jelent meg. Műfaja sci-fi filmvígjáték.
Amerikában 2003. augusztus 26-án, Magyarországon 2003. szeptember 17-én DVD-n és VHS-en adták ki.

## Szereplők
További magyar hangok: Bolla Róbert, Seszták Szabolcs, Tóth G. Zoltán, Vándor Éva, Vincze Gábor Péter

## Betétdalok
- Aloha, E Komo MaiEscape (előadja: Mark Hammond & Danny Jacob)
- The Rescue
- What's Best For Lilo
- Ugly
- Slicin' Sand (előadja: Elvis Presley)
- Peter Gunn Theme
- La Cucaracha

## Televíziós megjelenések
Paramount Channel 